# حور لبدي
حور لبدي (الاسم العلمي:Populus tomentosa ) هي نوع نباتي يتبع جنس الحور من الفصيلة الصفصافية.  